# Ивановка (Белогорский район)
Ивановка (укр. Іванівка) — село в Белогорском районе Хмельницкой области Украины.
Население по переписи 2001 года составляло 106 человек. Почтовый индекс — 30211. Телефонный код — 3841. Занимает площадь 0,053 км². Код КОАТУУ — 6820380303.

## Местный совет
30211, Хмельницкая обл., Белогорский р-н, с. Великая Боровица, ул. Горная, 2